# O (personaggio)
O è un personaggio immaginario della letteratura, del cinema, della televisione e dei fumetti. È la protagonista del romanzo erotico, scritto da Pauline Réage nel 1954, Histoire d'O, del suo seguito Ritorno a Roissy del 1969, oltre che delle numerose trasposizioni cinematografiche e televisive tratte da essi e di un fumetto per opera di Guido Crepax.
Il romanzo Histoire d'O e la sua protagonista sono divenuti delle icone dell'erotismo, del cinema erotico e in particolare del BDSM. Allo stesso tempo alcuni degli oggetti raffigurati nel film del 1975 Histoire d'O, in particolare il celebre anello indossato dalle schiave di Roissy, così come alcuni nomi dei protagonisti o alcune delle pratiche descritte nel romanzo (quali fustigazione, piercing genitale, marchiatura a fuoco, depilazione inguinale, ecc.), sono divenuti icone dell'ambiente BDSM.

## Sviluppo
Il romanzo Histoire d'O viene scritto dalla scrittrice francese Dominique Aury (il cui vero nome era Anne Cécile Desclos) negli anni cinquanta del XX secolo, all'epoca già traduttrice e curatrice di libri di letteratura e poesia francese per la prestigiosa casa editrice Galimard, utilizzando lo pseudonimo di Pauline Réage. Dominique Aury, già stretta collaboratrice di Jean Paulhan e della sua rivista La Nouvelle Revue Française, ne è da lungo tempo amante, ma ormai quarantenne e sentendo affievolirsi il sentimento che la legava con Paulhan, decide di mettere per iscritto una fantasia erotica sadomasochista, sapendo che Paulhan è un ammiratore del Marchese de Sade, con il sapore della sfida, dal momento che Paulhan sostiene che  «le donne non possono scrivere romanzi erotici».
Una volta letto il romanzo è proprio Paulhan a spingere la Aury a pubblicarlo, quando lei lo aveva intenzionalmente scritto solamente come gioco tra i due amanti. Scelto di utilizzare un nuovo pseudonimo, Pauline Réage, appunto, allo scopo, lo propone al proprio editore, Galimard, che però si rifiuta di pubblicarlo. La Aury si rivolge quindi a la giovane casa editrice Jean-Jacques Pauvert, facendone la fortuna. Il libro suscita scandalo e diviene un successo in molti paesi, anche una volta tradotto, in particolare negli Stati Uniti d'America durante la Rivoluzione Sessuale degli anni sessanta e settanta.
La vera identità dell'autrice/autore di Histoire d'O, a lungo rimasta un mistero, tanto che si era inizialmente cercato di attribuire il romanzo a Jean Paulhan, ad André Malraux e a Henry de Montherlant, viene svelata solamente nel 1994, quando, in un'intervista a The New Yorker, Dominique Aury ammette infine ufficialmente di esserne stata l'autrice misteriosa e di aver scelto l'anonimato per non mettere in imbarazzo famigliari e amici.  Spiega inoltre di aver scelto il suo pseudonimo in omaggio a Paolina Borghese e a Pauline Roland. È stata avanzata inoltre l'ipotesi che Pauline Réage potrebbe essere anche l'anagramma, sottraendo una "H", di Égérie (lett. "Egeria") Paulhan.

## Interpreti
Per il film del 1975 diretto da Just Jaeckin, Histoire d'O, il ruolo di O era stato inizialmente offerto all'attrice britannica Anulka Dziubinska, resa celebre come playmate nel 1973 e per l'interpretazione dell'horror Ossessione carnale (Vampyres) nel 1974, ma l'attrice lo rifiutò su consiglio del suo agente. La parte venne allora offerta a Brigitte Fossey, che rifiutò a sua volta a causa del fatto che avrebbe dovuto recitare nuda in diverse scene. La scelta cadde quindi su Dalila Di Lazzaro, voluta dal produttore Carlo Ponti, ma alla fine vi venne preferita Corinne Cléry, che tuttavia esitò due mesi prima di accettare la parte. La Cléry si considerava troppo naïve (lett. "ingenua") per la parte, proveniva da una famiglia borghese, inoltre era già madre di un bambino di sei anni e si stava per sposare. Tuttavia finì per accettare su insistenza del suo agente e della produzione del film e fu proprio Histoire d'O a renderla celebre e fare di lei un'icona del genere cinematografico erotico e del fascino francese. Nell'edizione italiana del film di Jaecking, il cui doppiaggio è stato curato dalla C.D.C., il personaggio di O viene doppiato da Vittoria Febbi.
Nel sequel diretto nel 1981 da Shūji Terayama e tratto dal romanzo Ritorno a Roissy, Les fruits de la passion, l'attrice francese Isabelle Illiers impersona la protagonista O. Nella seconda trasposizione cinematografica del sequel Ritorno a Roissy, ovvero Histoire d'O, ritorno a Roissy del 1984, diretto da Éric Rochat, il personaggio di O viene interpretato da Sandra Wey. Nella serie televisiva brasiliana del 1992 Histoire d'O (A História de O), O è interpretata dall'attrice Claudia Cepeda. Mentre trasposizione cinematografica statunitense del romanzo di Pauline Réage del 2002, diretta da Phil Leirness, Histoire d'O 3 (The Story of O: Untold Pleasures), il personaggio di O viene interpretato da Danielle Ciardi.
Dal 2006 al 2012, il regista pornografico Ernest Greene realizza una trilogia dedicata al personaggio di O, distribuita direct-to-video e liberamente ispirata ai romanzi di Pauline Réage. In questa trilogia O viene interpretata da un'attrice differente per ogni lungometraggio. Nel primo, O - The Power of Submission (2006), O è interpretata da Carmen Luvana; nel secondo, The Surrender of O (2008), la protagonista è interpretata da Bree Olson; nel terzo, The Truth About O (2012), O viene impersonata da Bobbi Starr.

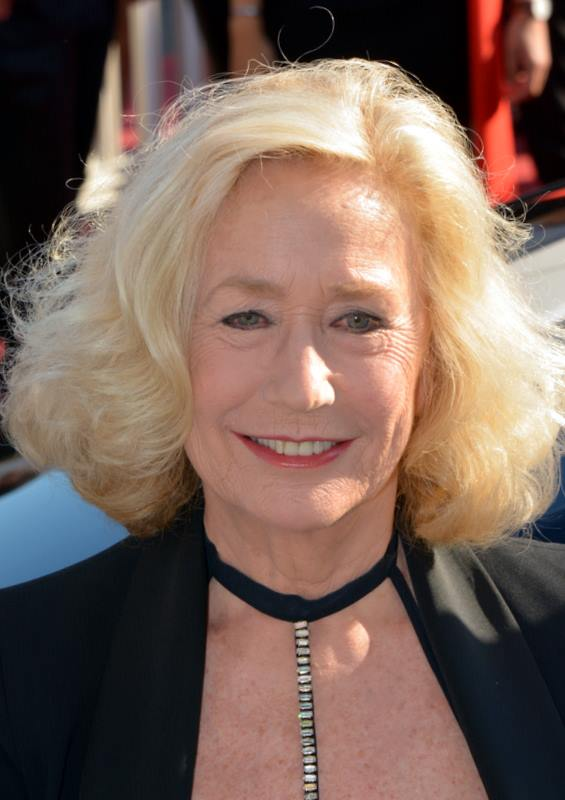
Brigitte Fossey, una delle candidate a interpretare O nel film del 1975
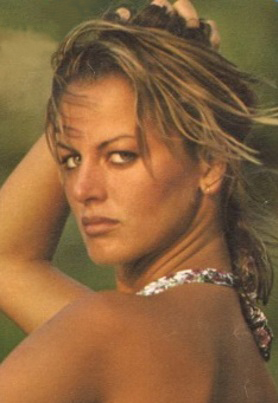
Dalila Di Lazzaro, un'altra delle candidate a interpretare O nel film del 1975
Corinne Cléry, interprete di O nel film del 1975
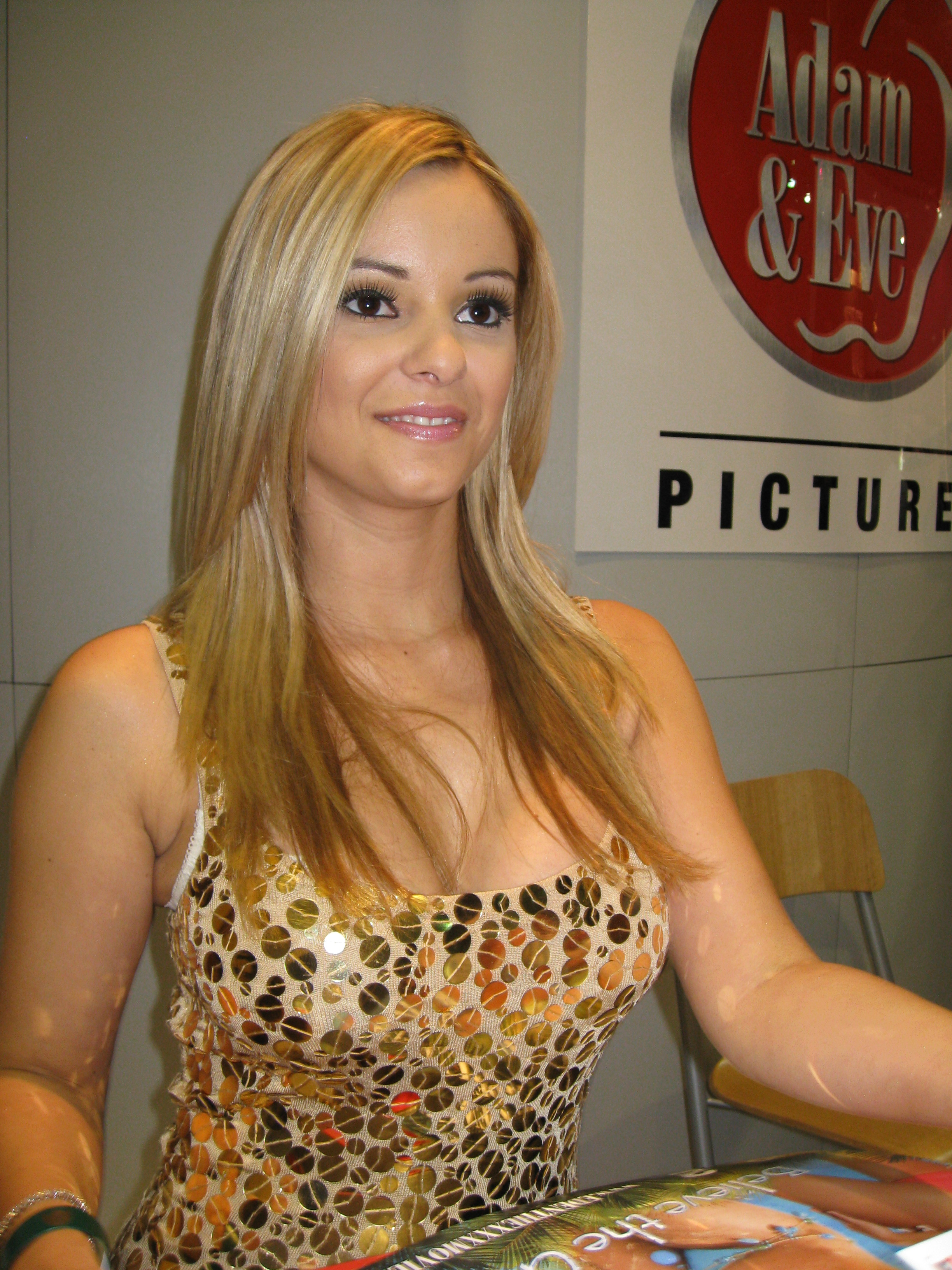
Carmen Luvana, interprete di O in O - The Power of Submission
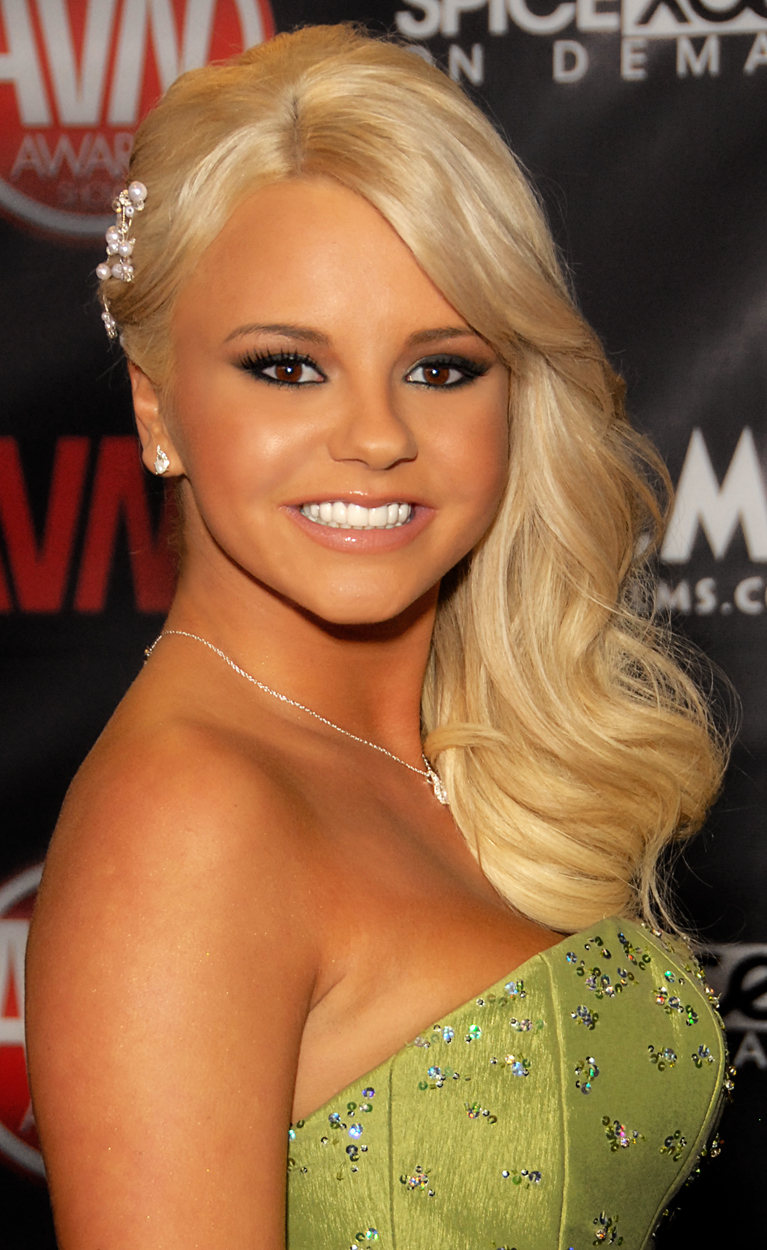
Bree Olson, interprete di O in The Surrender of O
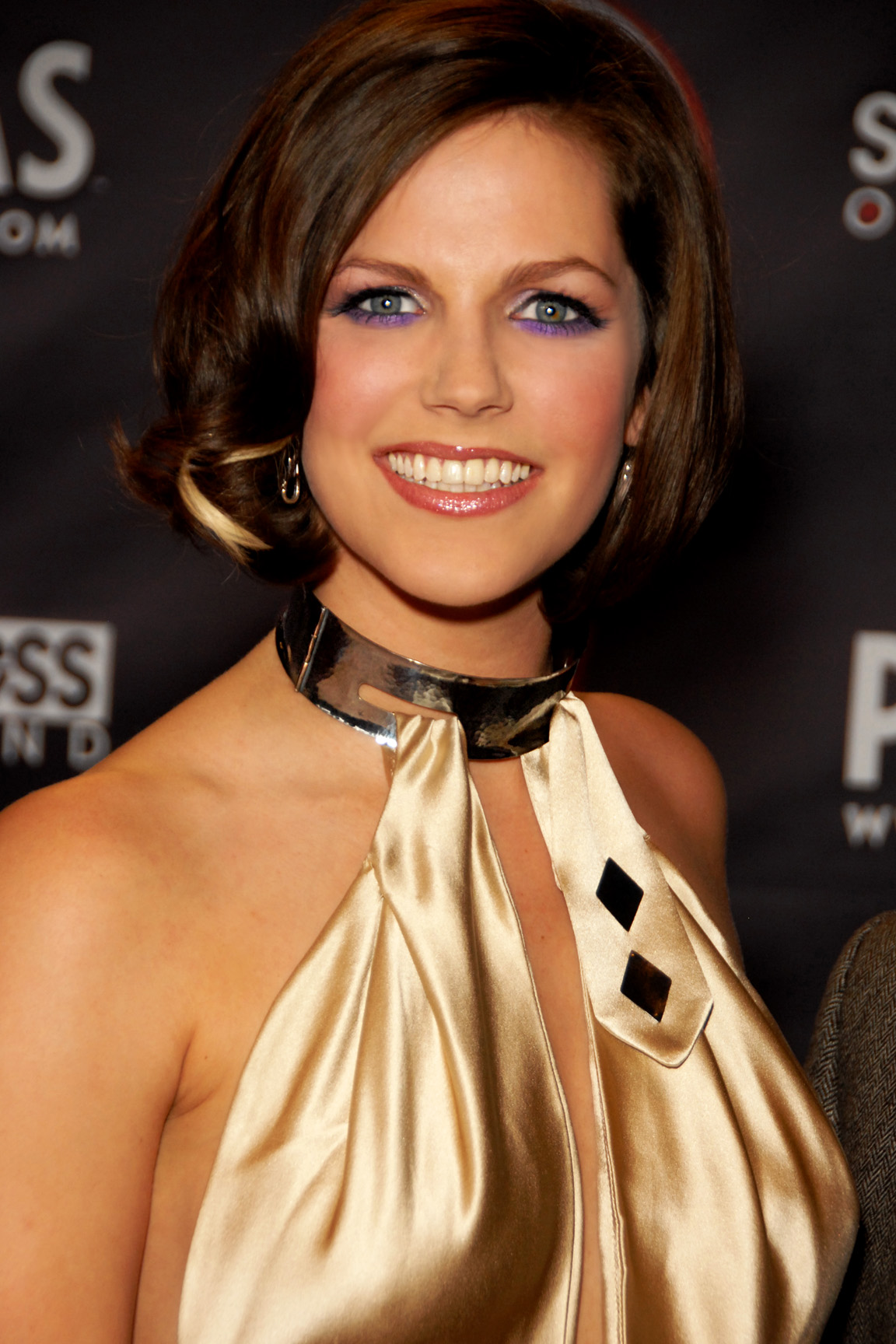
Bobbi Starr, interprete di O in The Truth About O

Alcune altre attrici interpretano dei personaggi "apocrifi", che rivestono cioè il ruolo originalmente di O nel romanzo da cui l'opera cinematografica è tratta, ma utilizzando un nome differente. La prima trasposizione mainstream del romanzo Histoire d'O, ovvero il film Maliziosamente (L'etreinte), diretto da Paul Collet e Pierre Drouot, vede la protagonista, interpretata da Nathalie Vernier, chiamarsi Gisèle. La protagonista del film The Story of Joanna, la cui uscita è coeva del film di Just Jaeckin e prima trasposizione pornografica del romanzo di Pauline Réage, non si chiama infatti O, ma Joanna, ed è interpretata da Terri Hall. Nel cortometraggio del regista danese Lars von Trier del 1979, Menthe - la bienheureuse, anch'esso una trasposizione dell'opera di Pauline Réage, la protagonista, Inger Hvidtfeldt, viene genericamente identificata come "La donna". Nel film per adulti The Story of J, diretto da Bunny Luv nel 2004, la protagonista, interpretata da Jesse Jane, si chiama Jesse, come l'attrice che la impersona.

## Accoglienza

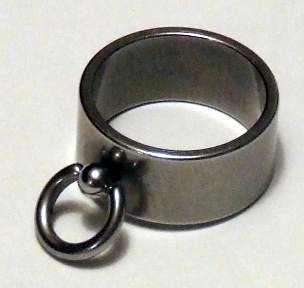
Anello indossato da O nel film del 1975 e divenuto oggetto utilizzato negli ambienti BDSM come simbolo di sottomissione sessuale femminile

## Libri

### Romanzi
- Pauline Réage, Histoire d'O, 1954.
- Pauline Réage, Ritorno a Roissy [Retour à Roissy], 1969.

### Fumetti e illustrazioni
- Guido Crepax, Histoire d'O, Milano, F. M. Ricci, 1975, ISBN non esistente.
- (FR) Loïc Dubigeon, Cent dessins pour illustrer Histoire d'O, collana Le Club du Livre Secret, Editions Borderie, 1981, ISBN 2-86380--025-6.

## Filmografia

### Cinema
- Story of O, regia di Kenneth Anger (1960) - tratto da Histoire d'O
- Maliziosamente (L'etreinte), regia di Paul Collet e Pierre Drouot (1969) - tratto da Histoire d'O
- Histoire d'O, regia di Just Jaeckin (1975) - tratto da Histoire d'O
- The Story of Joanna (The Story of Joanna), regia di Gerard Damiano (1975) - tratto da Histoire d'O
- Menthe - la bienheureuse, regia di Lars von Trier - cortometraggio (1979) - tratto da Histoire d'O
- Les fruits de la passion, regia di Shūji Terayama (1981) - tratto da Ritorno a Roissy
- Histoire d'O, ritorno a Roissy (Histoire d'O: Chapitre 2), regia di Éric Rochat (1984) - tratto da Ritorno a Roissy
- Histoire d'O 3 (The Story of O: Untold Pleasures), regia di Phil Leirness (2002) - tratto da Histoire d'O
- The Story of J, regia di Bunny Luv - direct-to-video (2004) - tratto da Histoire d'O
- O - The Power of Submission, regia di Ernest Greene - direct-to-video (2006) - tratto da Histoire d'O
- The Surrender of O, regia di Ernest Greene - direct-to-video (2008) - tratto da Histoire d'O
- The Truth About O, regia di Ernest Greene - direct-to-video (2012) - tratto da Histoire d'O

### Televisione
- Histoire d'O (A História de O), regia di Éric Rochat - serie televisiva (1984) - tratto da Histoire d'O